# Олександривка (Одеска област)
 Тази статия е за селището край Одеса.  За селото в Южна Бесарабия вижте Саталък Хаджи.  
Олександривка (на украински: Олександрівка) е селище от градски тип в Южна Украйна, Одеска област. Населението му е около 5188 души.
Селището е основано в края на XVIII век от преселници от Балканите и първоначално носи името Арнаудовка.